# Hanns Georg Fux
Hanns (auch Hans oder Johann) Georg Fux (getauft 26. Januar 1661 in Außerpfitsch; † 19. Februar 1706 in Straubing) war ein Bildhauer und Elfenbeinschnitzer aus Südtirol. Sein Hauptwirkungsort war Straubing.

## Leben
Fux verbrachte bis 1678 seine dreijährige Lehrzeit bei dem Waffenschmied Hans Wild in Sterzing, bei dem er auch das Schnitzen erlernte. Im Jahr 1693 suchte er um das Bürgerrecht in Straubing nach, erhielt es zweieinhalb Jahre später, bestand die Meisterprüfung und wurde als Bildhauermeister in Straubing zugelassen.
Nach dem Tod von Hanns Georg Fux heiratete seine Witwe seinen Berufskollegen Franz Mozart, der dadurch die Handwerksgerechtigkeit des Verstorbenen übernehmen konnte. Nach Mozarts Tod ging die Handwerksgerechtigkeit an Simon Hofer (1683–1749) über; er hatte die Tochter von Hanns Georg Fux geheiratet.

## Werk
Fux war vor allem als Altarbildhauer in Straubing tätig. Neben seinen dekorativen Großbildwerken aus Holz und Stuck schuf er feine, virtuos geschnitzte Elfenbeinarbeiten, die er häufig mit „FVX“ oder „G. FVX“ signierte. Abweichend davon weist seine erste datierte Arbeit aus dem Jahr 1683, eine Marienfigur einer Kreuzigungsgruppe, die Signatur „J.FVX“ auf. Sie dient als Grundlage für die zeitliche und stilistische Einordnung weiterer Elfenbeine des Künstlers. Wiederkehrende Motive seiner Werke sind unter anderem „Sitzende Muttergottes mit Kind“ und „Maria mit Kind auf der Weltkugel“.

## Werke (Auswahl)
Bildwerke in Straubing:
- Engel an der Kanzel von St. Veit

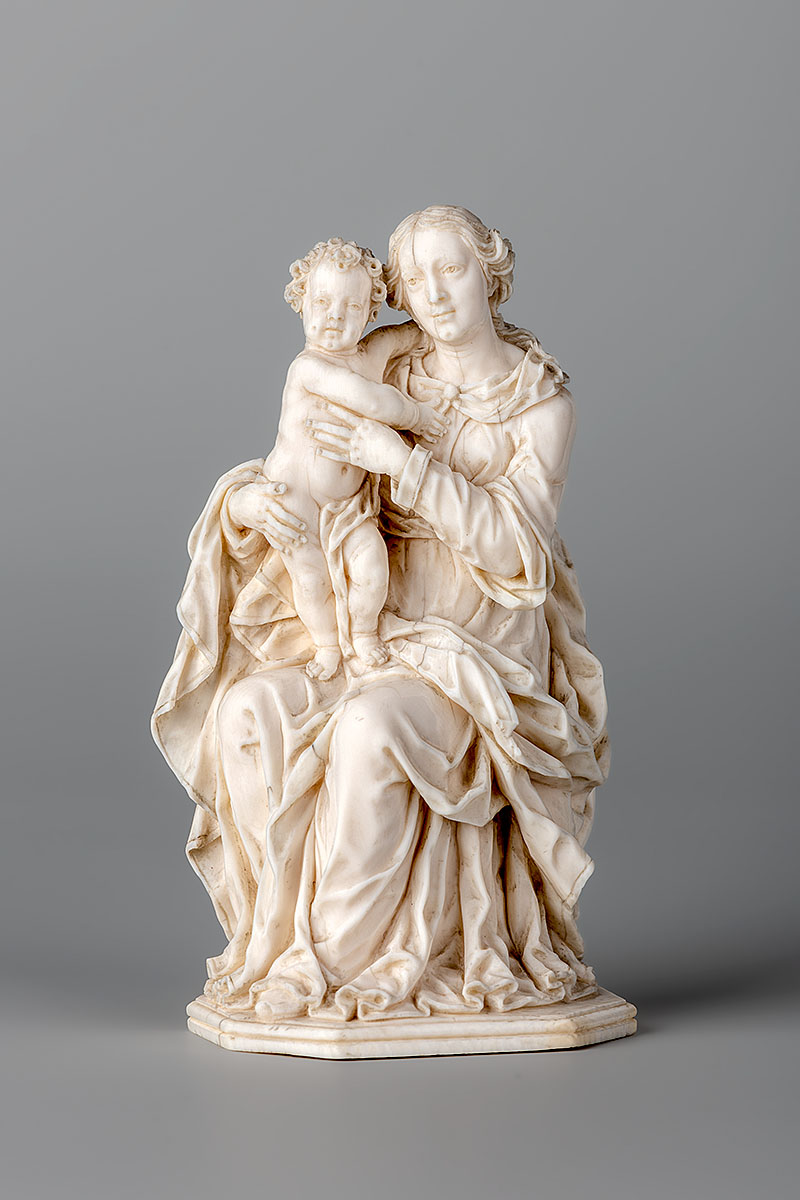
Sitzende Muttergottes mit Kind

- Figuren der Ecclesia und Bavaria in St. Veit

Fux zugeschriebene Figuren in Straubing:
- Bildnisse von Joachim und Anna in der Karmelitenkirche Heilig Geist
- Engel an der Orgelbekrönung in Heilig Geist
- Epitaph für den Straubinger Brauer Franziskus Stöger mit Pietà und Figuren des Franziskus und der heiligen Katharina auf dem Friedhof von St. Peter

Elfenbeinschnitzereien:
- Der heilige Johannes Evangelist unter dem Kreuz, 1683, Elfenbein auf Holz-Postament, Farbfassung, Silber, Glassteine (?), 24,1 × 7,9 × 7,9 cm, 366,3 g (nur Statuette: 16,1 cm, 186,1 g), Bayerisches Nationalmuseum, München[3]
- Madonna mit Kind auf der Weltkugel – im Sockel gedrehtes Christusmedaillon, Ende 17. Jh., Elfenbein, Holz, Silber, Höhe 31,3 cm (nur Statuette: 22,9 cm, 390,9 g), Bayerisches Nationalmuseum[4]
- Maria und Johannes unter dem Kreuz, Bayerisches Nationalmuseum
- Sitzende Muttergottes mit Kind, um 1700, Elfenbein, Höhe: 12,6 cm, Signatur am Sockel: „FVX“, Museum für Kunst und Gewerbe Hamburg[5]
- Sebastian, Museum für Kunst und Gewerbe Hamburg
- Sitzende Maria mit Jesusknaben, Gäubodenmuseum, Straubing
- Madonna mit Kind, Palazzo Pitti, Florenz